# 한국성경신학회

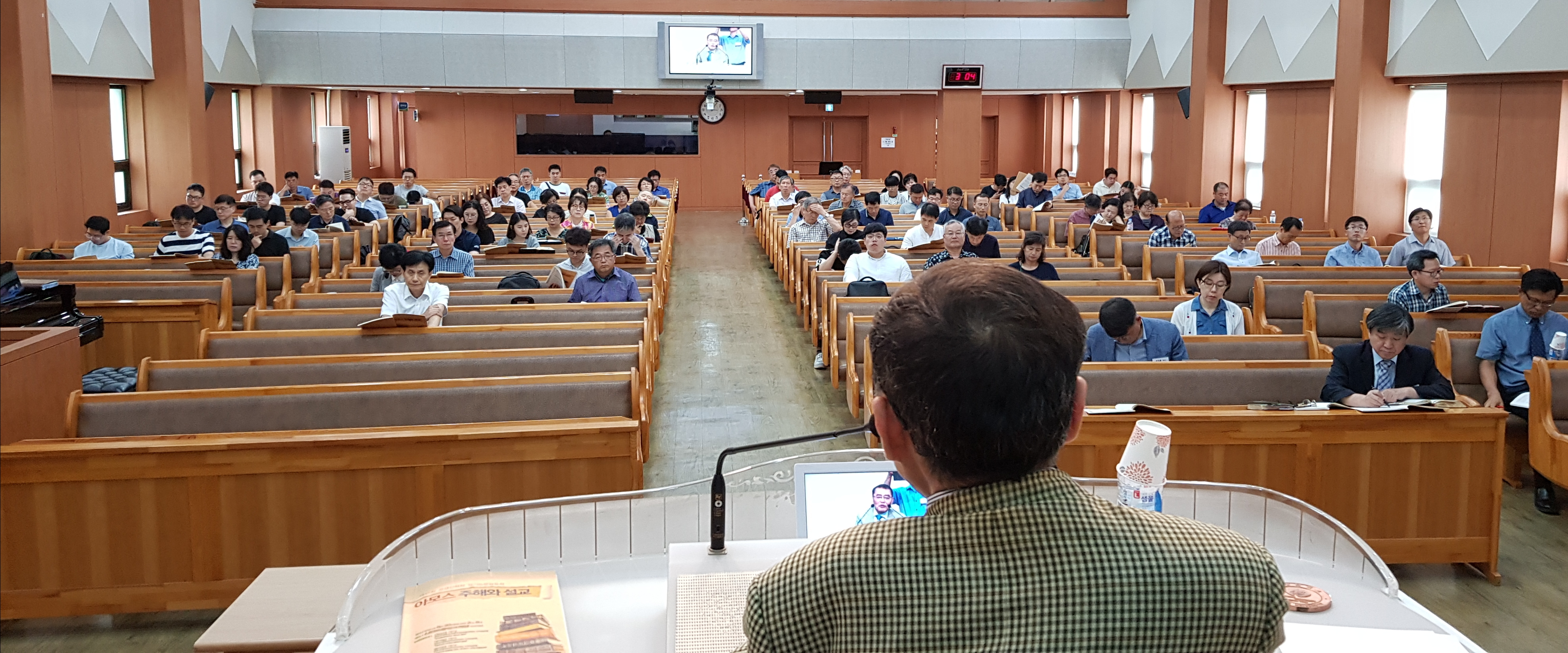
한국성경신학회에서 발표하는 최순진박사
신반포중앙교회, 2018년 8월 20일

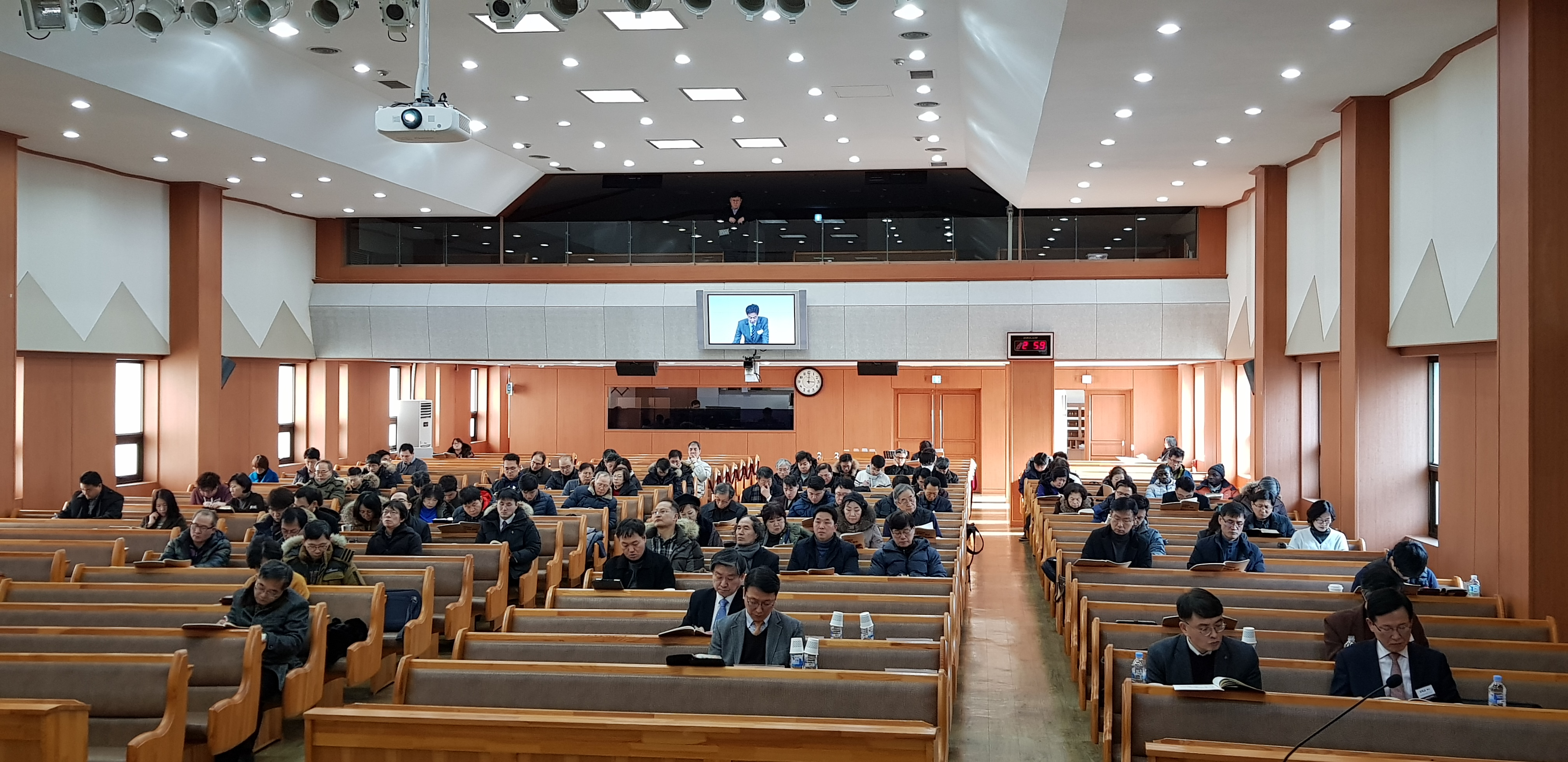
한국성경신학회 발표모임 신반포중앙교회

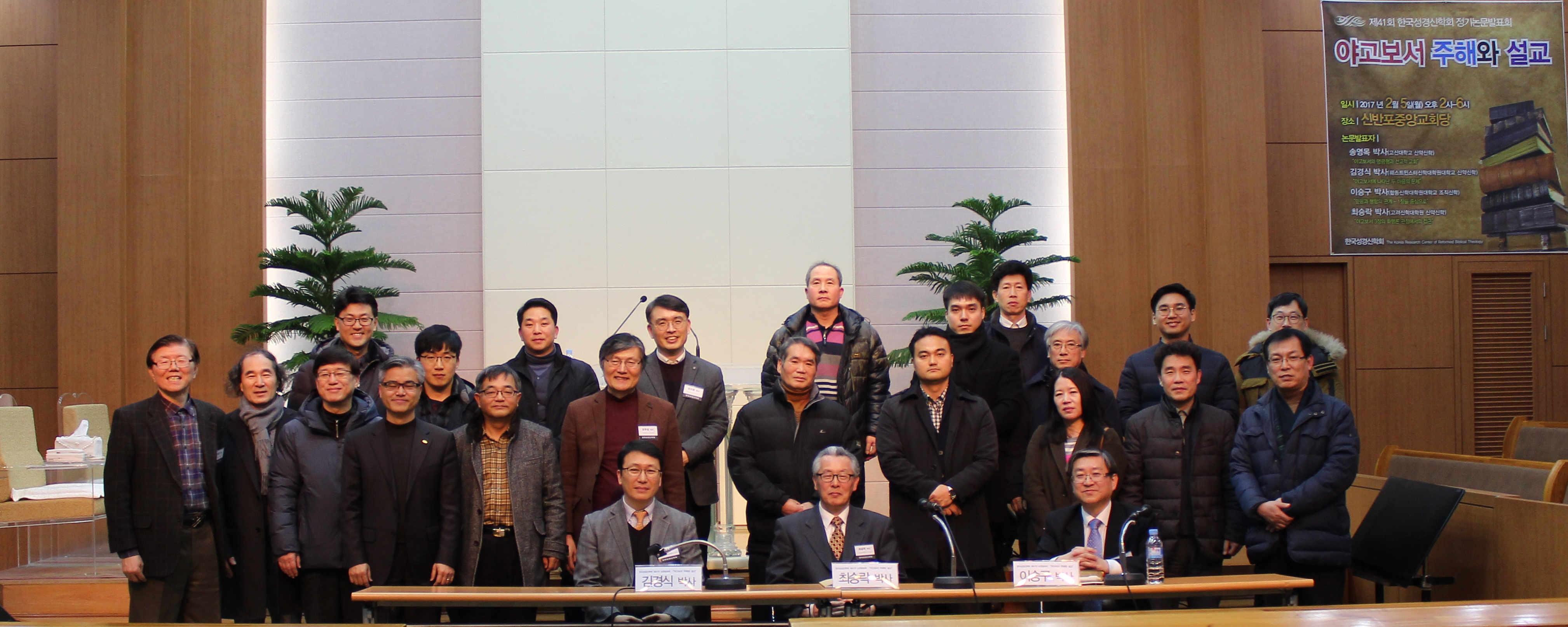
Korea Biblical Theology Society, Shinbanpochungang Church, 5th Feb. 2018

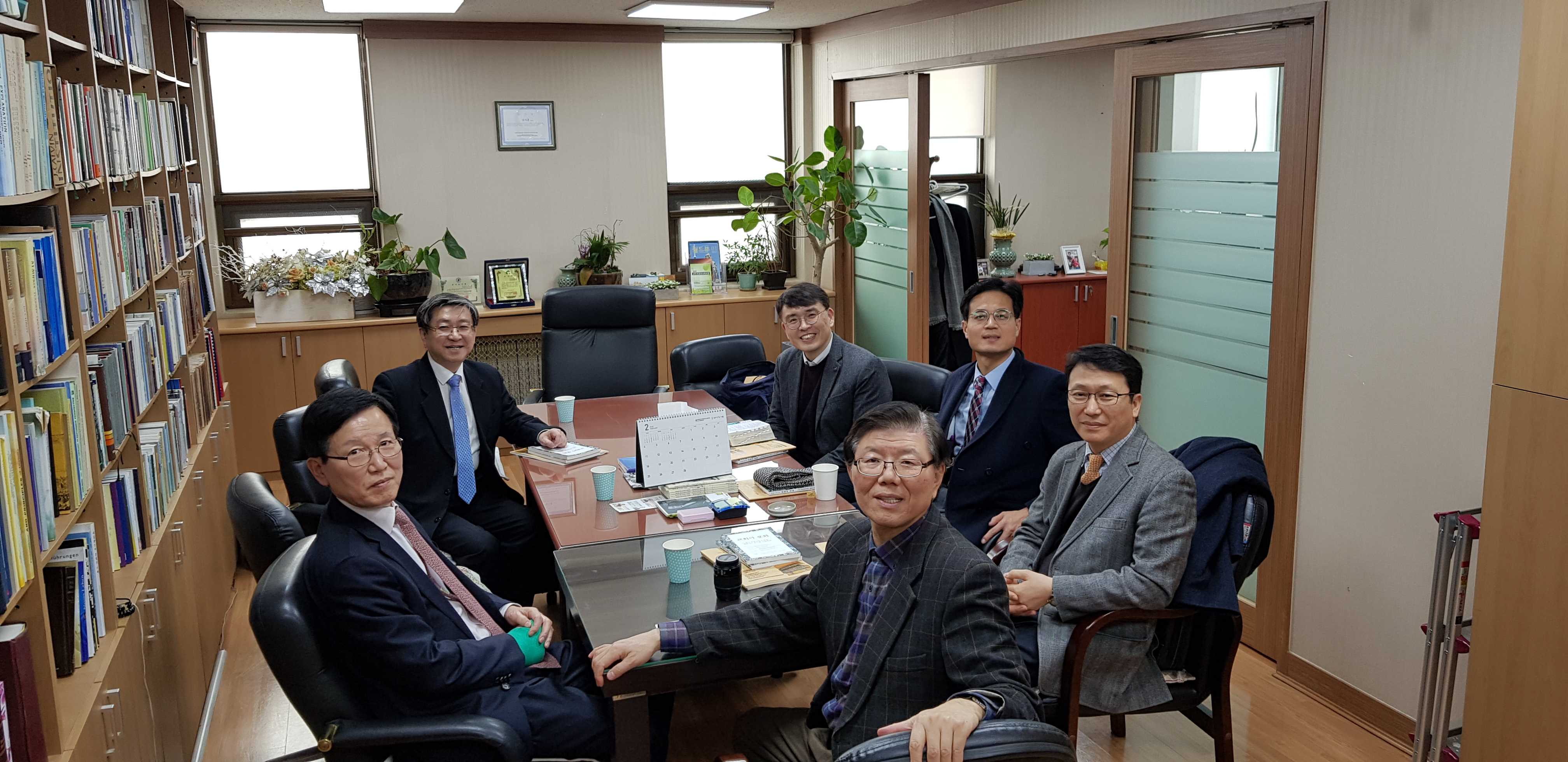
한국성경신학회 발표회를 앞두고 신반포중앙교회 2018-2-5

한국성경신학회(The Korea Research Center of Reformed Biblical Theology)는 개혁신학적 성경신학(Reformed Biblical Theology)을 정립시키고, 이에 근거해서 성경적이고 성경신학적 목회를 하려는 목회자를 돕기 위해 한제호, 조무성, 김성봉, 이승구교수등이 1997년 8월 22일(목)에 발족모임을 갖고 10월 29일(수) 안양대학교에서 내한한 리차드 게핀교수의 방한을 계기로 설립된 신학회이다. 구약과 신학 그리고 조직신학적 관점과 성경신학적 관점에서 성경적 주제와 신학자들을 연구하고 발표하는 신학회이다. 《교회와 문화》가 학회지로 발간되고 있다. 현재 회장은 이승구 박사이다.

## 임원들
2024년에 임원으로 선출된 현재의 임원은 다음과 같다.
- 회장: 이승구 박사(합동신학대학원대학교 남송 석좌교수)
- 부회장: 최승락(고신대학교), 허 주 박사 (아시아연합신학대학원 대학교 신약학 교수)
- 총무: 장세훈 박사 (국제신학대학원대학교 구약학 교수)
- 서기:
- 회계 :
- 협동 총무: 박덕준 교수 (합동신학대학원대학교 구약학 교수), 최순진 교수 (횃불 트리니티 구약학 교수), 김현광 교수 (한국성서대학교 신약학 교수),
- 감사: 박성환 박사(웨스트민스터대학원대학교 교수),
- 간사: 유진

## 역대회장들
- 제 1대 한제호
- 제 2대 황창기
- 제 3대 박형용
- 제 4대 현창학

역대회장 사진들
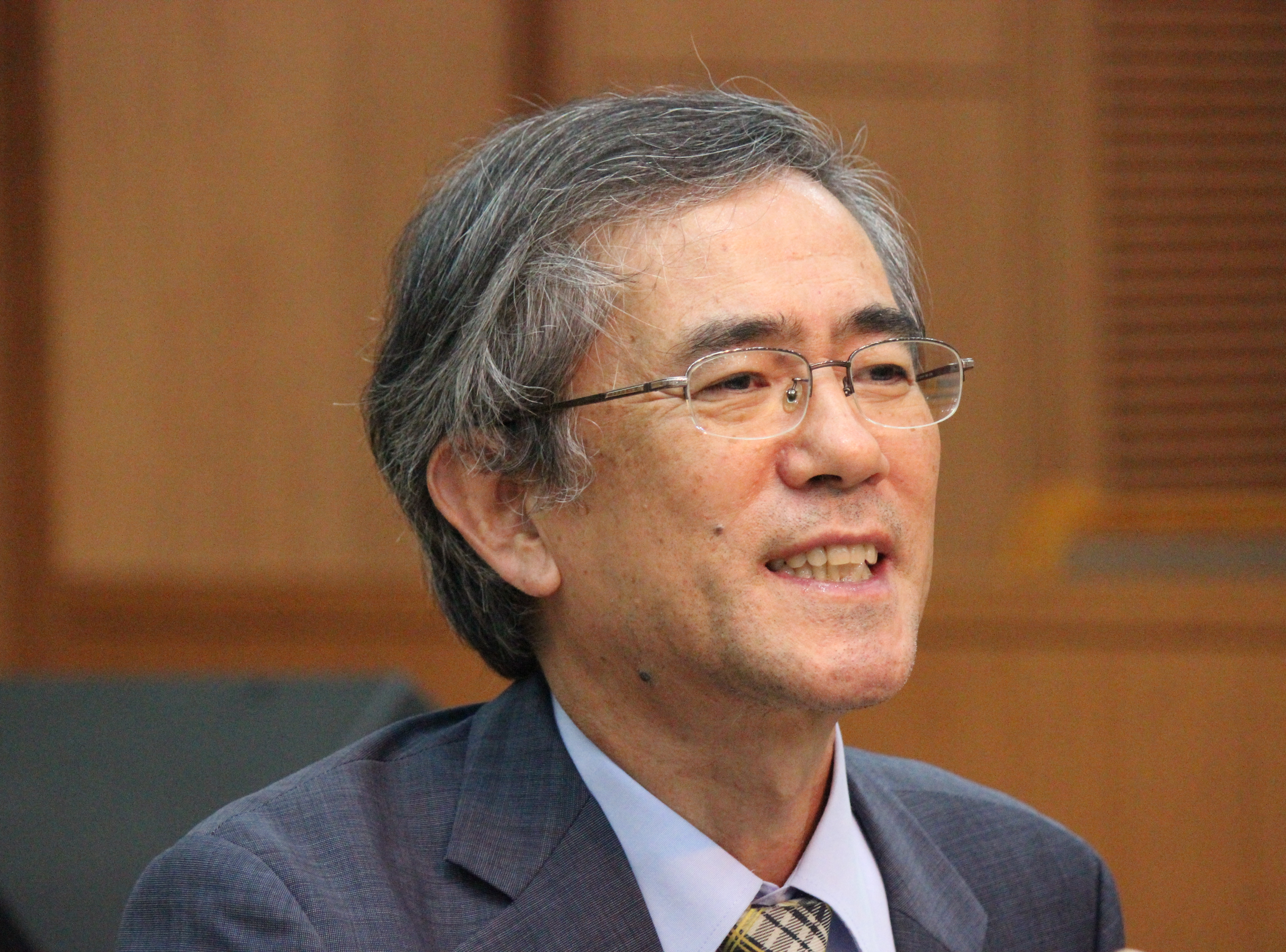
합신대 현창학 박사

## 학회지 《교회와 문화》
학회지 《교회와 문화》편집위원
- 현창학(합동신학대학원대학교)
- 김성봉(성서대학교)
- 이승구(합동신학대학원대학교)
- 허주(아세아연합신학대학원대학교)
- 장세훈(국제신학대학원대학교)

## 같이 보기
- 한국복음주의신학회
- 한국개혁신학회
- 한국복음주의조직신학회
- 한국장로교신학회
- 장세훈